# Університет Кейо
Університе́т Кей'о (яп. 慶應義塾大学, けいおうぎじゅくだいがく, кей'о: ґідзюку дайґаку, ; англ. Keio University) — японський приватний університет, основні корпуси якого розташовані в Токіо, районі Мінато, місцевості Міта. Заснований 1865 року. Скорочена японська назва Кейдай (яп. 慶大, けいだい).
Університет Кейо вважається престижним вищим навчальним закладом на рівні з Університетом Васеда і Токійським університетом. Чимало випускників є провідними японськими економістами та політиками. У числі відомих випускників — колишній прем'єр-міністр Японії Дзюнітіро Коїдзумі.

## Історія
- 1858 — Фукудзава Юкіті, японський філософ і науковець, відкрив в Едо, в районі Цукідзі, приватну школу «голландських наук».
- 1863 — Заклад перереформовано у школу «англійських наук».
- 1868 (4 року Кей'о) — Заклад перенесено до райну Сіндзендза і перейменовано на «школу справедливості Кейо» (Кей'о ґідзюку).
- 1871 — Школу перенесено до місцевості Міта, на територю садиби Сімабара-хану.
- 1881 — Інцидент 14 року Мейдзі.
- 1889 — Затверджено статут «Школи справедливості Кейо».
- 1890 — Засновано три напрямки— історико-літературний, економіко-фінансовий та юриспруденції.
- 1920 — Згідно з «Указом про університети» школа отримала статус університету. Засновано історико-літературний, економічний, юридичний та медичний факультети.
- 1934 — Відкрито кампус Хійосі в Йокогамі.
- 1944 — Приєднано Інженерний університет Фуджівара (1939) на базі якого засновано інженерний факультет.
- 1948 — Засновано факультет заочного навчання。
- 1949 — Після реформи освіти встановлено дружні зв'язки з Браунівським університетом в США.
- 1957 — На честь святкування століття від заснування школи Фукідзавою Юкіті засновано факультет торгівлі.
- 1981 — Інженерний факультет переформовано у науково-інженерний факультет.
- 1990 — Засновано політологічний та екологічно-інформаційний факультети.
- 1991 — Засновано дослідницькі іститути політики, екології та інформатики, і лінгвістики.
- 1992 — Засновано середню та вищу школи при Університеті.

## Структура

### Кампуси
- Міта (Токіо, район Мінато) 三田（東京都港区）
- ХІйосі (Йокогама, район Кохоку) 日吉（神奈川県横浜市港北区）
- Сінано-маті (Токіо, район Сіндзюку) 信濃町（東京都新宿区）
- Яґамі (Йокогама, район Кохоку) 矢上（横浜市港北区）
- Сьонан Фудзісава (Фудзісава, Канаґава) 湘南藤沢（神奈川県藤沢市）
- Сіба Кьоріцу (Токіо, район Мінато) 芝共立（東京都港区）

### Факультети
- Історико-літературний (文学部)
- Економічний (経済学部)
- Юридичний (法学部)
- Торговельний (商学部)
- Медичний (医学部)
- Науково-інжерений (理工学部)
- Політичного управління 総合政策学部     Факультет політичних досліджень університету Кейо
- Екологічно-інформаційний 環境情報学部
- Медсестринської справи і лікування 看護医療学部
- Фармацевтичний 薬学部